# Rentjärnen (Junsele socken, Ångermanland)
Rentjärnen är en sjö i Sollefteå kommun i Ångermanland och ingår i Ångermanälvens huvudavrinningsområde.